# 遲金聲
遲金聲（1922年—），京劇演員，工生行，師承馬連良，以中國國家1級導演的正高級職稱從北京京劇院離休。
新編古裝京劇《三打陶三春》（吳祖光編劇）舞台版是他的導演作品，影響很好，在1983年搬上大銀幕。
他和蕭甲合作執導京劇現代戲《地下聯絡員》（后來的《蘆蕩火種》，樣板戲《沙家浜》的前身，汪曾祺、楊毓珉、薛恩厚、蕭甲編劇，李慕良、陸松齡、唐在炘、熊承旭唱腔音樂設計，徐蘭沅音樂指導）。
他和馬崇仁合作執導《中国京剧音配像精粹》，共有460個劇目。
他和葉少蘭合作執導《楚宮恨》。